# باتريك مولينز
باتريك مولينز (بالإنجليزية: Patrick Mullins)‏ (5 فبراير 1992 بنيو أورلينز في الولايات المتحدة - ) هو لاعب كرة قدم أمريكي في مركز الهجوم. لعب مع دي.سي. يونايتد ونادي نيويورك سيتي ونيو إنجلاند ريفولوشن وBaton Rouge Capitals ‏ وNew Orleans Jesters ‏.

## وصلات خارجية
- باتريك مولينز على موقع الدوري الأمريكي (الإنجليزية)
- باتريك مولينز على موقع قاعدة بيانات كرة القدم.إي يو (الإنجليزية)
- باتريك مولينز على موقع Soccerbase.com (لاعب) (الإنجليزية)
- باتريك مولينز على موقع Soccerway.com (الإنجليزية)
- باتريك مولينز على موقع عالم كرة القدم.نت (الإنجليزية)
- باتريك مولينز على موقع AS.com (الإسبانية)